# Shannon Stewart (modelo)
Shannon Niquette Stewart Ratliff (Franklin, Ohio, 6 de junio de 1984) es una modelo y reina de belleza estadounidense.
Stewart fue la subcampeona en el primer ciclo de America's Next Top Model y apareció en la edición All-Star del programa, ubicándose en el sexto lugar como finalista. También fue primera finalista en el certamen Miss Ohio USA en 2005, y semifinalista en ese certamen en 2006.

## America's Next Top Model
Stewart compitió en el primera ciclo de America's Next Top Model. En la primera semana de competición, cayó en las dos últimas, pero recibió dos primeros llamados consecutivas en las siguientes semanas. Stewart y su concursante Robin Manning causaron controversia cuando se negaron a participar en una sesión fotográfica de desnudos. Ella quedó en segundo puesto detrás de Adrianne Curry.
Ella apareció en el cuarto episodio del ciclo 7 con otras seis exconcursantes, cuando A.J. Stewart ganó el reto de pasarela e invitó a Megg Morales y CariDee English a unirse a ella en Austin, Texas para participar en el desfile de modas de Dennis Quaid. En un episodio del ciclo 8, Stewart les dijo a los concursantes que había cambiado a Elite Model Management en Chicago; también está contratada por Bleu Model Management. Stewart apareció en el ciclo 11 como uno de las «Top Models en Acción» de CoverGirl.
Stewart participó en la edición All-Star del programa con varias otras modelos que también regresaron. Fue eliminada en la novena semana, después de negarse a participar en una sesión de fotos en la que las modelos debían modelar ropa interior. Parte del por qué fue eliminada también se reflejó en el hecho de que durante su tiempo en el ciclo solo ella fue la única modelo entre las seis finalistas que nunca recibió un primer llamado o ganó un reto.

## Modelaje
Stewart continua modelando y firmó con Elite Models en Chicago y Major Model Management.
Ella ha modelado para Nuj Novakhett, Elle Girl, Teen Vogue, Sydney, Six Degrees y Ford Fusion. Stewart ha aparecido en la portada de la revista Arizona Foothills y la revista Sound & Vision. Sus desfiles incluyen: Richard Tyler, Alice and Olivia (2006), Sprite Street Couture (2006) y Dare To Be You: Wal-Mart Meets America's Next Top Models de Elle Girl (2005), Fashion Institute of Technology (2006), Gustavo Arango (2006), Alice Dobson (2006) y el Olympus Fashion Week (2006). En 2012, participó en un canal de YouTube, damodel69, y apareció en un episodio de la serie de ese canal, Da'model Salon.

## Concursos de belleza
Después de America's Next Top Model, Stewart participó en la competencia Miss Ohio USA 2004 celebrada a fines de 2003. Fue la primera finalista detrás de Lauren Kelsey Hall en ese certamen. Más tarde compitió de nuevo por la corona de Miss Ohio USA 2006 en 2005, pero solo llegó a las semifinales. El título fue ganado por Stacy Offenberger.

## Vida personal
Stewart es una cristiana devota. Se casó con el modelo Matthew Ratliff en 2007 y vivían en Plainfield, Indiana. En 2022, Shannon es soltera y reside en Carolina del Norte.